# Jaap Wessels
Jaap Wessels (* 19. Januar 1939 in Amsterdam; † 30. Juli 2009 in Veldhoven) war ein niederländischer Mathematiker, der sich mit stochastischen (Markov-)Entscheidungsprozessen befasste. Er war Professor an der Technischen Universität Eindhoven.

## Biografie
Jaap Wessels studierte an der Universität Amsterdam mit dem Diplom-Abschluss 1963 (er war dort Assistent von Jan Hemelrijk) und wurde 1968 an der TU Eindhoven bei Jacques Benders promoviert (Decision Rules in Markovian Decision Problems with Incompletely Known Transition Probabilities). Er wurde 1973 Professor für Angewandte Wahrscheinlichkeitstheorie an der TU Eindhoven, an der er 2000 emeritiert wurde. Wessels blieb aber aktiv am Eurandom Institut (European Institute for Statistics, Probability, Stochastic Operations Research and its Applications), das er 1997 in Eindhoven mit Michael Sylvester Keane (* 1940) und Willem van Zwet (1934–2020) gegründet hatte.
Er war zunächst für Arbeiten über Markov-Entscheidungsprozesse bekannt, später befasste er sich mit Warteschlangen-Theorie, neuronalen Netzwerken und strukturierten Markov-Prozessen.
Zu seinen Doktoranden zählen Kees van Hee, Henk Zijm (Universität Twente), Eric van Damme (Universität Tilburg), Jo van Nunen (Universität Rotterdam, 1945–2010), Jacob Wijngaard, Geert-Jan van Houtum (Eindhoven) und Wil van der Aalst. Er verstarb im Juli 2009 im Alter von 70 Jahren in Veldhoven.

## Schriften
- Herausgeber mit  Andrzej P. Wierzbicki, Marek Makowski: Model-based decision support methodology with environmental applications, Kluwer 2000
- Rekenen mit kansen, Groningen, Wolters-Noordhoff 1969